# 円真坊栄真
円真坊栄真（えんしんほうえいしん）は、鎌倉時代の律宗（真言律宗）の僧である。名は栄真。坊名（通称）は円真。叡尊の弟子。

## 略歴
河内国の出身。1270年代までに東国に下り、50歳を過ぎるころには上総願成寺の長老となった。極楽寺初代長老忍性の没後、嘉元元年(1303年) に77歳で極楽寺二代長老となった。

## 関連文献
- 「圓眞覺證了願三律師傳」『律苑僧宝伝』13（『大日本仏教全書』105、p.274、仏書刊行会）。
- 卍元師蛮[撰]『本朝高僧伝』61、出雲寺文次郎。
- 田中敏子「極楽寺二代長老に就て」『鎌倉』5、鎌倉文化研究会、1960。
- 桃崎祐輔「総洲願成寺の探索 ー房総における西大寺流真言律寺院の沿革小考ー」『六浦文化研究』8、1990。
- 『極楽律寺史 中世近世編』極楽律寺、2003。
- 『生誕八〇〇年記念特別展 忍性菩薩 関東興律七五〇年』神奈川県立金沢文庫、2016。
- 松尾剛次「鎌倉極楽寺流の成立と展開 ー初代から九代までの極楽寺歴代住持に注目してー」『山形大学大学院社会文化システム研究科紀要』14、2017。
- 阿部美香[他]「妙幢淨慧撰『佛神感應録』翻刻と解題(八)」『学苑』941、昭和女子大学、2019。